# Décès en juin 2007

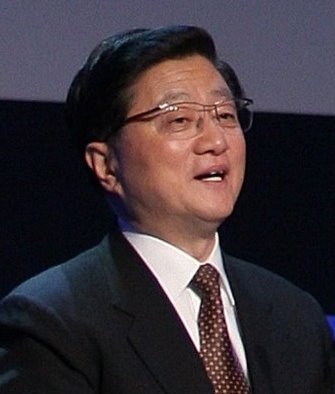
Homme politique chinois, né en septembre 1938 à Jiashan (Chine) et mort le 2 juin 2007 à Pékin

Décès
- 2003
- 2004
- 2005
- 2006
- 2007
- 2008
- 2009
- 2010
- 2011

Pour une information complémentaire, voir la page d'aide.

| Date     | Nom                      | Activités | Âge | Source |
| -------- | ------------------------ | --- | --- | ------ |
| 1er juin | Warren Anderson          | homme politique américain | 91  |        |
| 1er juin | Preston Martin           | économiste américain. Vice-président de la Réserve fédérale des États-Unis de 1982 à 1986.                                                                 | 83  |        |
| 1er juin | Maria Marly de Oliveira  | poétesse brésilienne | 71  |        |
| 1er juin | Tony Thompson            | chanteur américain. Membre du groupe Hi-Five. | 31  |        |
| 2 juin   | Kentarō Haneda           | compositeur et pianiste japonais | 58  |        |
| 2 juin   | Wolfgang Hilbig          | poète allemand | 66  |        |
| 2 juin   | Huang Ju                 | homme politique chinois. Vice-premier ministre et ministre de l'Économie depuis mars 2003.                                                                 | 68  |        |
| 2 juin   | Émile Mangiapan          | peintre français. | 82  |        |
| 3 juin   | Iván Darvas              | acteur hongrois | 81  |        |
| 3 juin   | Wiley Mayne              | homme politique américain. Représentant U.S de l'Iowa de 1966 à 1974.                                                                                      | 90  |        |
| 3 juin   | Leonard Nathan           | poète et critique littéraire américain | 82  |        |
| 3 juin   | John Pike                | musicien américain. Batteur du groupe de rock Ra Ra Riot.                                                                                                  | 23  |        |
| 3 juin   | Janice Romary            | escrimeuse américaine | 79  |        |
| 4 juin   | Clete Boyer              | joueur de baseball américain. Vedette des Yankees de New York dans les années 1960.                                                                        | 70  |        |
| 4 juin   | Bill France Jr.          | entrepreneur américain | 74  |        |
| 4 juin   | Sotíris Moustákas        | acteur grec | 66  |        |
| 4 juin   | Alain Le Ray             | général et résistant français | 96  |        |
| 4 juin   | Craig Thomas             | sénateur U.S du Wyoming depuis 1995 | 74  |        |
| 5 juin   | Arnaud Leterrier         | dessinateur français de bande dessinée | 38  |        |
| 5 juin   | Povel Ramel              | chanteur, pianiste et écrivain suédois | 85  |        |
| 6 juin   | Philippe Ardant          | juriste français. Professeur de droit constitutionnel | 77  |        |
| 7 juin   | Charles Cochran          | musicien américain de musique country. Il collabora notamment avec Johnny Cash.                                                                            | 71  |        |
| 7 juin   | Simone Kaya              | romancière ivoirienne | 70  |        |
| 7 juin   | Zakia Zaki               | journaliste afghane | 45  |        |
| 8 juin   | Aden Abdullah Osman Daar | 1er président de la Somalie | 99  |        |
| 8 juin   | Pierre Jallatte          | entrepreneur français. Fondateur de l'entreprise Jallatte.                                                                                                 | 89  |        |
| 8 juin   | Hideo Kanze              | acteur japonais | 79  |        |
| 8 juin   | Daniel Louradour         | peintre, illustrateur, décorateur et lithographe français                                                                                                  | 76  |        |
| 8 juin   | Adrian Pintea (en)       | acteur de théâtre et de cinéma roumain | 52  |        |
| 8 juin   | José Martín Recuerda     | dramaturge espagnol | 84  |        |
| 8 juin   | Tony Roman               | chanteur et producteur canadien | 64  |        |
| 8 juin   | Richard Rorty            | philosophe américain | 76  |        |
| 9 juin   | Rudolf Arnheim           | psychologue américain d'origine allemande. | 102 |        |
| 9 juin   | John Copnall             | peintre britannique. | 79  |        |
| 9 juin   | Ousmane Sembène          | réalisateur sénégalais | 84  |        |
| 9 juin   | Martin J. Weber          | graphiste, typographe et directeur artistique américain. Inventeur de nombreuses techniques largement répandues dans le domaine des arts graphiques        | 102 |        |
| 10 juin  | George Burrarrawanga     | chanteur australien | 50  |        |
| 10 juin  | August H. Auer, Jr. (en) | scientifique néo-zélandais d'origine américaine. Spécialiste du climat et de la météorologie.                                                              | 67  |        |
| 10 juin  | John Ostashek            | homme politique canadien | 71  |        |
| 10 juin  | Parviz Varjavand         | archéologue iranien | 73  |        |
| 11 juin  | Stack Bundles            | rappeur américain | 24  |        |
| 11 juin  | Vern Hoscheit            | joueur et entraîneur américain de baseball | 85  |        |
| 11 juin  | Mala Powers              | actrice américaine | 76  |        |
| 11 juin  | German Vega              | musicien portoricain, membre du trio Los Hispanos. Il collabora notamment avec Elvis Presley au début des années 1960.                                     | 75  |        |
| 12 juin  | Sir Wally Herbert        | explorateur polaire britannique | 72  |        |
| 12 juin  | Jim Norton               | joueur américain de football U.S | 68  |        |
| 12 juin  | Guy de Rothschild        | homme d'affaires français | 98  |        |
| 13 juin  | Walid Eido               | juriste et homme politique libanais | 65  |        |
| 13 juin  | Ramchandra Gandhi        | philosophe indien. Professeur à l'Université de Princeton (États-Unis). Petit-fils du Mahatma Gandhi                                                       | 70  |        |
| 13 juin  | Claude Netter            | escrimeur français. Champion olympique de fleuret par équipe en 1952.                                                                                      | 82  |        |
| 13 juin  | Jacek Skubikowski        | musicien, guitariste et chanteur polonais | 53  |        |
| 14 juin  | Donald Clancy            | homme politique américain. | 85  |        |
| 14 juin  | Marcel-Jacques Dubois    | religieux dominicain français. Philosophe et théologien, artisan du rapprochement judéo-chrétien                                                           | 87  |        |
| 14 juin  | Ruth Graham              | autrice américaine. Épouse du télévangéliste américain Billy Graham.                                                                                       | 87  |        |
| 14 juin  | Robin Olds               | aviateur américain. | 85  |        |
| 14 juin  | François Silvant         | humoriste suisse | 57  |        |
| 14 juin  | Jacques Simonet          | homme politique belge | 43  |        |
| 14 juin  | Peter Ucko               | archéologue britannique | 68  |        |
| 14 juin  | Kurt Waldheim            | secrétaire général des Nations unies de 1972 à 1981 et président de l'Autriche de 1986 à 1992                                                              | 88  |        |
| 15 juin  | Richard Bell (en)        | pianiste et compositeur canadien. | 61  |        |
| 15 juin  | Samuel Weissman          | chimiste américain. Il participa au Projet Manhattan qui permit la mise au point de la première bombe A.                                                   | 94  |        |
| 16 juin  | Hugo Corro               | boxeur argentin. Champion du monde des poids moyens 1978-1979.                                                                                             | 53  |        |
| 16 juin  | Norman Hackerman         | chimiste américain. Président de l'université du Texas (1967–70) et de l’université Rice (1970–85). A remporté la National Medal of Science en 1993        | 95  |        |
| 16 juin  | William LeMessurier      | ingénieur américain | 81  |        |
| 16 juin  | Bernard Pinard           | juriste et homme politique québécois. Ancien ministre. | 84  |        |
| 16 juin  | Thommie Walsh            | danseur et chorégraphe américain. Vedette de Chorus Line à Broadway                                                                                        | 57  |        |
| 17 juin  | Gianfranco Ferré         | couturier italien | 62  |        |
| 17 juin  | Jean William Lapierre    | sociologue français. | 86  |        |
| 18 juin  | Vilma Espin              | femme politique cubaine, première dame de Cuba. | 77  |        |
| 18 juin  | Kenneth Franklin         | astronome américain. Chercheur au Hayden Planetarium. | 84  |        |
| 18 juin  | Efrain Guigui (en)       | chef d'orchestre américain. Directeur de l'Orchestre symphonique du Vermont de 1974 à 1989.                                                                | 81  |        |
| 18 juin  | Bernard Manning (en)     | comédien britannique | 76  |        |
| 18 juin  | Patrick Pellen (br)      | homme politique français. Candidat de l'Union démocratique bretonne aux élections législatives de 2007 dans la 1re circonscription de la Loire-Atlantique. | 57  |        |
| 18 juin  | Georges Thurston         | auteur, compositeur et interprète québécois connu sous le nom d'artiste de Boule Noire                                                                     | 55  |        |
| 19 juin  | Antonio Aguilar          | chanteur, acteur et producteur mexicain | 88  |        |
| 19 juin  | José Luis Cantero        | chanteur espagnol connu sous le nom d'El Fary. Un des chanteurs de flamenco les plus célèbres.                                                             | 69  |        |
| 19 juin  | Terry Hoeppner           | entraîneur américain de football U.S. | 59  |        |
| 20 juin  | Zeev Schiff              | journaliste israélien | 74  |        |
| 20 juin  | Nazik al-Mala'ika        | poète irakien | 85  |        |
| 21 juin  | Jacques Baudot           | homme politique français. Sénateur UMP de Meurthe-et-Moselle depuis 1992.                                                                                  | 71  |        |
| 21 juin  | Georg Danzer             | auteur-compositeur-interprète autrichien | 60  |        |
| 21 juin  | Mary Ellen Solt          | poétesse et critique littéraire américaine | 86  |        |
| 22 juin  | Younoussa Bamana         | homme politique français. Président du conseil général de Mayotte de 1977 à 2004.                                                                          | 72  |        |
| 22 juin  | Bernd Becher             | photographe allemand | 75  |        |
| 22 juin  | Luciano Fabro            | artiste italien. Membre du mouvement de l'Arte Povera | 71  |        |
| 22 juin  | Paul Philibert-Charrin   | peintre, caricaturiste, décorateur de théâtre, dessinateur et sculpteur français                                                                           | 87  |        |
| 23 juin  | Rod Beck                 | joueur américain de baseball | 38  |        |
| 23 juin  | Konrad Honold            | artiste peintre, héraldiste, restaurateur autrichien | 89  |        |
| 23 juin  | Emmanuel Maffre-Baugé    | homme politique français. Député européen de 1979 à 1989.                                                                                                  | 85  |        |
| 24 juin  | Gillian Baverstock       | romancière britannique. Fille de la romancière Enid Blyton.                                                                                                | 75  |        |
| 24 juin  | Derek Dougan             | Footballeur international britannique originaire d'Irlande du Nord.                                                                                        | 69  |        |
| 24 juin  | Léon Jeck                | Footballeur international belge. | 60  |        |
| 24 juin  | Hans Sturm               | Footballeur allemand. | 71  |        |
| 24 juin  | Nguyễn Chánh Thi         | général sud-vietnamien. Héros de la guerre du Viêt Nam | 84  |        |
| 25 juin  | Chris Benoit             | catcheur canadien | 40  |        |
| 25 juin  | Claude Brosset           | comédien français | 63  |        |
| 25 juin  | Édouard Brunner          | diplomate suisse | 75  |        |
| 25 juin  | Peter Marris             | sociologue et écrivain britannique | 79  |        |
| 25 juin  | Nina Vyroubova           | danseuse russe. Danseuse étoile de l'Opéra de Paris de 1949 à 1957.                                                                                        | 96  |        |
| 26 juin  | Liz Claiborne            | styliste américaine | 78  |        |
| 26 juin  | Jupp Derwall             | Footballeur, entraîneur et sélectionneur allemand. | 80  |        |
| 26 juin  | Lucien Hervé             | photographe français | 96  |        |
| 26 juin  | Luigi Meneghello         | écrivain italien | 85  |        |
| 26 juin  | Malcolm Slesser          | écrivain, alpiniste et scientifique britannique, spécialiste des questions d'énergie.                                                                      | 81  |        |
| 27 juin  | Patrick Allotey          | footballeur ghanéen | 28  |        |
| 27 juin  | William Hutt             | acteur canadien | 87  |        |
| 27 juin  | Ashraf Marwan            | milliardaire égyptien. Beau-fils de l'ancien président Gamal Abdel Nasser.                                                                                 | 63  |        |
| 27 juin  | André Ngongang Ouandji   | homme politique et diplomate camerounais. | 71  |        |
| 27 juin  | Emilio Ochoa             | homme politique cubain. Dernier signataire de la Constitution cubaine de 1940.                                                                             | 99  |        |
| 27 juin  | Dragutin Tadijanović     | auteur croate | 101 |        |
| 28 juin  | Leo Burmester            | acteur américain de théâtre et de cinéma | 63  |        |
| 28 juin  | Jean-Pierre Liron        | général français | 83  |        |
| 28 juin  | Kiichi Miyazawa          | premier ministre du Japon de 1991 à 1993 | 87  |        |
| 29 juin  | Joel Siegel              | critique de cinéma américain | 63  |        |
| 29 juin  | Edward Yang              | réalisateur et scénariste taïwanais | 59  |        |
| 30 juin  | Al Lirvat                | compositeur français. Auteur de chansons devenues de véritables symboles des sonorités antillaises.                                                        | 91  |        |
| 30 juin  | José María Orue          | Footballeur international espagnol | 76  |        |